# Asahan (rijeka)
Asahan (indonezijski: Sungai Asahan) je jedna od glavnih rijeka u Sjevernoj Sumatri, Indonezija, koja izvire u Porsei, regentstvo Toba blizu jugoistočnog kuta jezera Toba.

## Hidrologija
Rijeka teče u smjeru sjeveroistoka, presijecajući gornji tok duboke doline u gorju Barisan u regiji Toba, zatim teče kroz regiju Asahan i na kraju se ulijeva u Malajski prolaz.
Najveći grad na Asahanu je Tanjungbalai, Asahan s više od 180.000 stanovnika. U rijeci se nalazi brana Sigura-gura, koja opskrbljuje električnom energijom pokrajinu Sjevernu Sumatru.
Pritoke Asahana uključuju rijeke Silang, Silau, Nantalu, Masihi, Lauran i Baru.

## Geografija
Rijeka teče duž sjeveroistočnog područja Sumatre s pretežno tropskom prašumskom klimom (označeno kao Af u Köppen-Geigerovoj klimatskoj klasifikaciji).  Prosječna godišnja temperatura na ovom području je 23 °C. Najtopliji mjesec je ožujak, kada je prosječna temperatura oko 25 °C, a najhladniji je svibanj, 23 °C.  Prosječna godišnja količina oborina je 2950 mm. Najkišovitiji mjesec je studeni, s prosjekom od 381 mm padalina, a najsuši je lipanj sa 117 mm padalina. 